# Халмурадов, Розакул Сатыбалдиевич
Розакул Сатыбалдиевич Халмурадов (род. 1 мая 1941, Сайрамский район, Южно-Казахстанской области, Казахская ССР) — общественный и государственный деятель. Заместитель председателя Ассамблея народа Казахстана (с 2016). Полный кавалер Ордена «Достык».

## Биография
Родился 1 мая 1941 года в селе Манкент Сайрамского района Южно-Казахстанской области.
- В 1958 году окончил среднюю школу, работал колхозником в селе Манкент.
- В 1959 году поступил в Ташкентский государственный университет имени В. И. Ленина и окончил в 1968 году по специальности «география».
- В 1978—1982 годах заочно учился в Ташкентском сельскохозяйственном институте, по специальности «агрономия».
- В 1983—1986 годах заочно учился в Алматинской высшей партийной школе.

## Трудовой деятельности
- 1960—1963 гг. — служба в рядах Советской Армии.
- 1964—1965 гг. — учитель в средней школе.
- 1965—1972 гг. — Заведующий отделом, второй, первый секретарь Сайрамского районного комитета ЛКСМК Чимкентской области
- 1972—1977 гг. — Заведующий отделом райкома КПК, секретарь парткома, заместитель председателя колхоза
- 1977—1985 гг. — Инструктор, помощник первого секретаря обкома, заместитель заведующего организационным отделом обкома КПК Чимкентской области
- 1985—1989 гг. — Первый секретарь Туркестанского райкома КПК
- 1989—1991 гг. — Секретарь обкома КПК Чимкентской области
- 1991—1992 гг. — Начальник управления коммунальной собственности — заместитель Председателя Чимкентского облисполкома
- 1992—1993 гг. — Глава Сайрамской районной администрации
- 1993—1998 гг. — Заместитель Главы администрации, Акима Южно-Казахстанской области
- 1999—2002 гг. — Заместитель Акима Южно-Казахстанской области
- 2002—2007 гг. — Председатель Дисциплинарного совета, Начальник территориального управления Агентства Республики Казахстан по делам госслужбы — Дисциплинарного совета Агентства Республики Казахстан по делам госслужбы в Южно-Казахстанской области
- С 2016 — Заместитель председателя Ассамблея народа Казахстана

## Прочие должности
- Член Национального совета Республики Казахстан
- 2003—2008 гг Президент Ассоциации обществ объединений узбеков «Достлик»
- Член Республиканского общественного штаба кандидата в Президенты Республики Казахстан Н. А. Назарбаева

## Выборные должности, депутатство
- 2007—2011 гг — Депутат Мажилиса Парламента Республики Казахстан четвертого созыва.
- С января 2012 года Депутат Мажилиса Парламента Республики Казахстан пятого созыва. Избран Ассамблея народа Казахстана.

## Награды и звания
- СССР
- почетная грамота Верховный Совет Казахской ССР
- 1970 — Медаль «В ознаменование 100-летия со дня рождения Владимира Ильича Ленина»
- 1971 — Орден «Знак Почёта»
- 1974 — Медаль «Ветеран труда»
- 1981 — Медаль «За трудовое отличие»
- Казахстан
- Ордены
- 2001 — Орден Достык ІІ степени[1]
- 2008 — Орден Достык І степени[2][3]
- 2017 — Орден Парасат[4]
- Медали
- 2001 — Медаль «10 лет независимости Республики Казахстан»
- 2004 — Медаль «50 лет Целине»
- 2005 — Медаль «10 лет Конституции Республики Казахстан»
- 2006 — Медаль «10 лет Парламенту Республики Казахстан»
- 2008 — Медаль «10 лет Астане»
- 2011 — Медаль «20 лет независимости Республики Казахстан»
- 2015 — Медаль «Единства народа Казахстана»
- 2015 — Медаль «20 лет Конституции Республики Казахстан»
- 2015 — Медаль «20 лет Ассамблеи народа Казахстана»
- 2016 — Медаль «25 лет независимости Республики Казахстан»